# 정빈 김씨
정빈 김씨(定嬪 金氏, ? ~ 1404년 음력 1월 9일)는 조선의 추존왕인 환조의 후궁이다. 정안옹주(定安翁主)라고도 한다.

## 생애
자세한 가계나 본관은 전하지 않는다. 원래 이자춘(환조)의 여종이었으며, 성은 김, 이름은 고음가(古音加)이다. 태조 이성계의 서모이다.
김씨는 환조와의 사이에서 아들 이화(李和, 훗날의 의안대군)를 낳았는데, 태조는 자신의 서제인 이화를 항상 각별히 여겼다고 전해진다. 또한 태조는 환조가 죽자 김씨를 개경으로 데려왔으며, 김씨를 대할 때에 항상 무릎을 꿇고 대했다고 한다. 더불어 김씨의 노비 문서를 불태워 없애버리기까지 하였다.
한편 태조가 젊었을 때, 김씨가 우연히 까마귀 5마리를 보고는 태조에게 활로 쏘아달라고 부탁하였다. 태조가 한 번의 활을 쏘아 5마리를 동시에 맞추자, 김씨는 태조에게 절대로 이러한 일을 아무데에도 발설해서는 안된다고 했다는 일화가 기록되어 있다.
김씨는 조선이 개국된 후 정안옹주(定安翁主)에 봉해졌다. 1404년(태종 4년) 음력 1월 9일 사망하였으며, 태종은 조회를 3일간 정지하고 애도하였다. 고종 때인 1872년(고종 9년) 음력 12월 1일 정1품 정빈(定嬪)에 추증되었다.

## 가족 관계
- 남편 : 추존왕 환조(桓祖, 1315~1360)
  - 아들 : 의안대군 이화(義安大君 李和, 1340~1408)